# Eastern European Funk
„Eastern European Funk” (en.: Funk est-european) este un cântec în genul ska, interpretat de formația InCulto, care a reprezentat Lituania la Concursul Muzical Eurovision 2010. Cântecul a fost selectat pe 4 martie 2010 dinte cele 12 participante. În finala națională din Lituania, „Eurovizijos 2010”, a obținut cele mai multe puncte și în partea publicului, și din partea juriului.